# Запальні захворювання жіночих статевих органів
Запальні захворювання жіночих статевих органів — різні запальні захворювання зовнішніх і внутрішніх жіночих геніталій; один з предметів вивчення, діагностики й лікування в гінекології.

## Епідеміологія
Складають величезний відсоток гінекологічної патології (65 %). У багатьох країнах світу зростання запальних захворювань є наслідком міграції населення, урбанізації, змін сексуальної поведінки.

## Класифікація
Запальні захворювання поділяються на гострі і хронічні, а за ступенем розповсюдження на:
- Вагініт — запалення слизової оболонки вагіни.
- Ендометрит — запальний процес у матці.
- Сальпінгіт — запальний процес маткової труби.
- Оофорит — запальний процес в яєчнику.

## Етіологія
Основними причинами жіночих запальних захворювань є різні інфекції. Це, в основному, група інфекцій, що передаються статевим шляхом, — хламідії, мікоплазми, уроплазми, тріхомонади, гонорея, віруси герпесу та ін. З розвитком запальних захворювань органів малого тазу асоціюється також і ряд таких факторів:
- молодий вік,
- переривання вагітності (викидень, аборт),
- процедура запліднення in vitro,
- введення внутрішньоматкового протизаплідного засобу протягом попередніх 6 тижнів.

## Патогенез
Проникнення інфекцій у верхні репродуктивні шляхи (матку, труби) відбувається за допомогою сперматозоїдів, трихомонад, можливий пасивний транспорт мікроорганізмів при зниженні захисної функції «слизової пробки» в шийці матки. Так само можливе проникнення мікробів через кров і лімфу.
Так, наприклад, встановлена можливість прилипання до одного сперматозоїда до 40 гонококів — і чим більше хламідій, тим до більшої кількості сперматозоїдів вони прикріплюються, досягаючи при цьому матки, маткових труб і навіть очеревини. Інфікуванню внутрішніх статевих органів можуть сприяти внутрішньоматкові процедури, штучне переривання вагітності.
За останні роки з'явилися численні повідомлення про виникнення запальних захворювань у жінок, що використовують внутрішньоматкові спіралі. Ризик виникнення запалення маткових труб у них підвищений в 4 рази, особливо це стосується жінок, що не народжують.

## Симптоматика
Є схильність до латентного перебігу захворювання, тобто маловираженого. Пацієнток турбують дискомфорт, помірні болі внизу живота, незначні вагінальні виділення. Потім ці явища проходять без лікування. Через якийсь час все повторюються.
Інфекція викликає ураження матки, маткових труб, зниження функції яєчників. Все це приводить до переходу запалення в хронічну форму, непрохідності маткових труб, порушення менструального циклу, безпліддя, виникнення фіброміом.

## Діагностика
Виявлення запальних захворювань можливе тільки при гінекологічному огляді і поглибленому обстеженні із застосуванням сучасних методів виявлення інфекцій. Використовуються такі методи:
- ПЛР,
- імунофлюоресцентний аналіз,
- виявлення антитіл до інфекційного агента в крові,
- посіви з вагіни, шийки матки на флору і чутливість до антибіотиків.

## Лікування
Лікування запальних захворювань проводиться у декілька етапів.
1. На початку лікування викорінюється інфекційний агент. Лікування повинне призначається строго індивідуально, враховуючи вид інфекції, стан імунітету пацієнток, наявність супутніх захворювань.
2. Реабілітація. Якщо припинити лікування, після ліквідації інфекції запалення перейде в хронічну форму і продовжуватиметься, викликаючи спайковий процес, хронічні тазові болі, дискомфорт при сексі та інші симптоми.
3. По цьому продовжують протизапальну розсмоктуючу терапію з використанням фізіотерапевтичних методів (ультразвук, магніторезонансна терапія, електрофорез лікарських речовин), гінекологічного масажу, антигомотоксична терапія до повного одужання.